# Nowe przygody Pana Samochodzika
     Jeziorak
     Mały Jeziorak
     Jezioro Płaskie
     Zatoka Widłągi

Jeziorak
Mały Jeziorak
Jezioro Płaskie
Zatoka Widłągi-.-.-.-.- Granice administracyjne Iławy

Nowe przygody Pana Samochodzika (w późniejszych wydaniach Pan Samochodzik i Kapitan Nemo) – powieść dla młodzieży autorstwa Zbigniewa Nienackiego, wydana po raz pierwszy w 1970. Wchodzi w skład cyklu Pan Samochodzik, opisującego przygody historyka sztuki – detektywa noszącego to przezwisko.

## Fabuła
Akcja powieści rozgrywa się w lipcu 1969 r.  Autor przedstawia poszukiwanie zatopionej podczas II wojny światowej ciężarówki, wypełnionej dziełami sztuki. Ślad po samochodzie wywożącym cenne eksponaty z muzeum urywa się w okolicach Jezioraka. W wakacyjną przygodę Pana Samochodzika zaangażowani są harcerze m.in. Tell i Baśka oraz nowo poznani młodzi ludzie. Tytułowy bohater zmaga się również z Bandą Czarnego Franka oraz spotyka tajemnicze osoby, takie jak Kapitan Nemo, Wacek Krawacik oraz Kaznodzieja, zwany też Ornitologiem lub Fałszywym Ornitologiem. Niemal do ostatniego rozdziału nie wiadomo, czy Panu Samochodzikowi uda się odnaleźć zatopioną ciężarówkę. Na końcu okazuje się, że dzięki jego staraniom nie powiódł się „drugi wariant” Wacka Krawacika i Brodacza.
Książka jest bogata w informacje na temat wędkarstwa i rybołówstwa.

## Wydania
- I - Nasza Księgarnia, Warszawa 1970, ss. 299
- II - Wydawnictwo Pojezierze, Olsztyn 1976, ss. 296
- III - Wydawnictwo Pojezierze, Olsztyn 1982, ss. 298
- IV - Wydawnictwo Pojezierze, Olsztyn 1990, ss. 232 (ilustrował Szymon Kobyliński)
- V (pod tytułem: Pan Samochodzik i Kapitan Nemo) - Oficyna Wydawnicza „Warmia”, Olsztyn b.d.w. (lecz po wrześniu 1994), ss. 213 ISBN 83-85875-05-0
- (pod tytułem: Pan Samochodzik i Kapitan Nemo) - Wydawnictwo Edipresse-Kolekcje SA, Warszawa 2015 (w serii: Klub Książki Przygodowej tom 5; ISBN 978-83-7989-751-3)

## Wydania zagraniczne
- Nowi prygody Samochodyka, 1979 - wydanie w języku ukraińskim[1]
- Pán Tragáčik a Kapitán Nemo, 2007 - wydanie w języku słowackim.

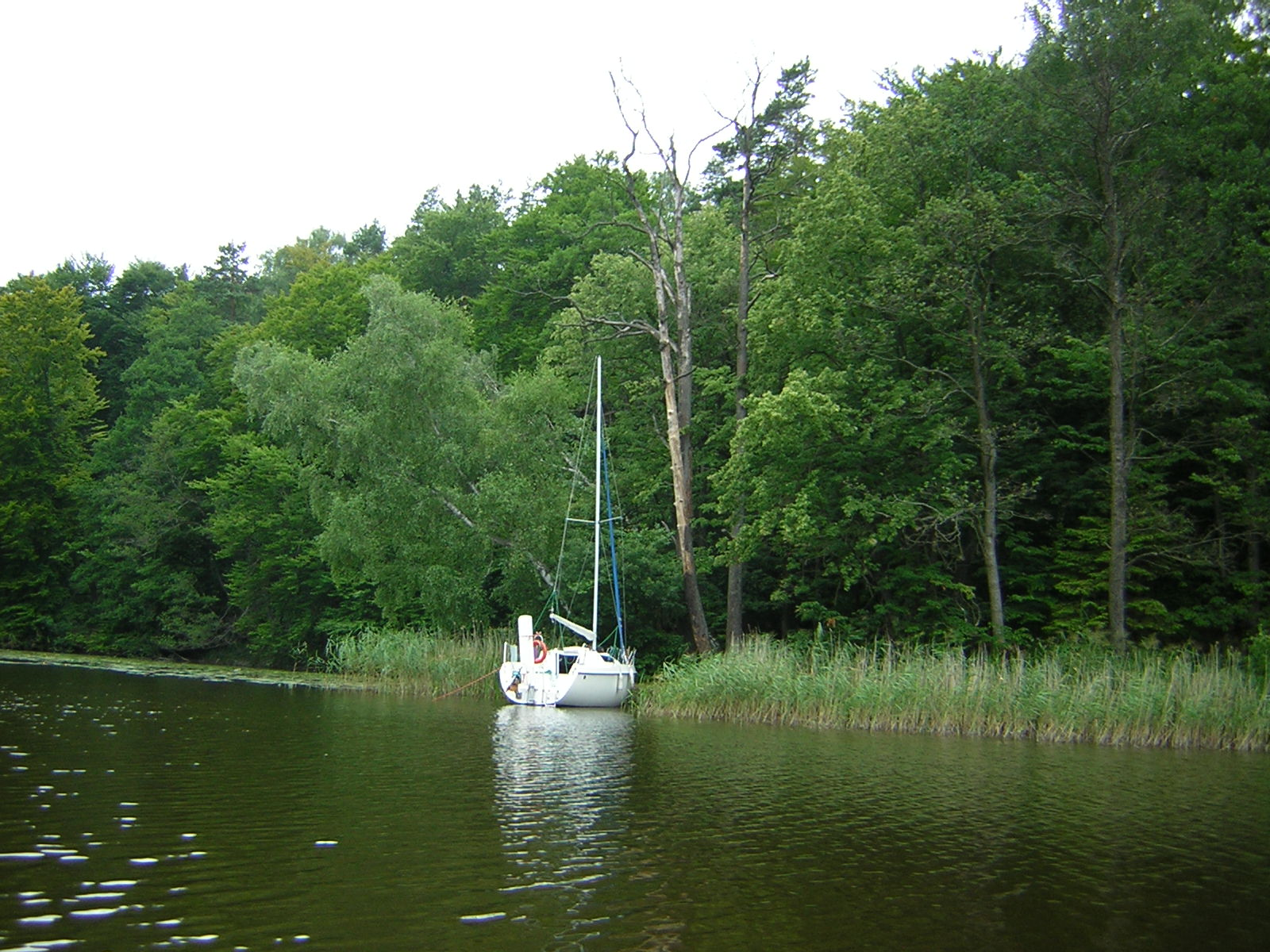
Żaglówka przy brzegu Jezioraka
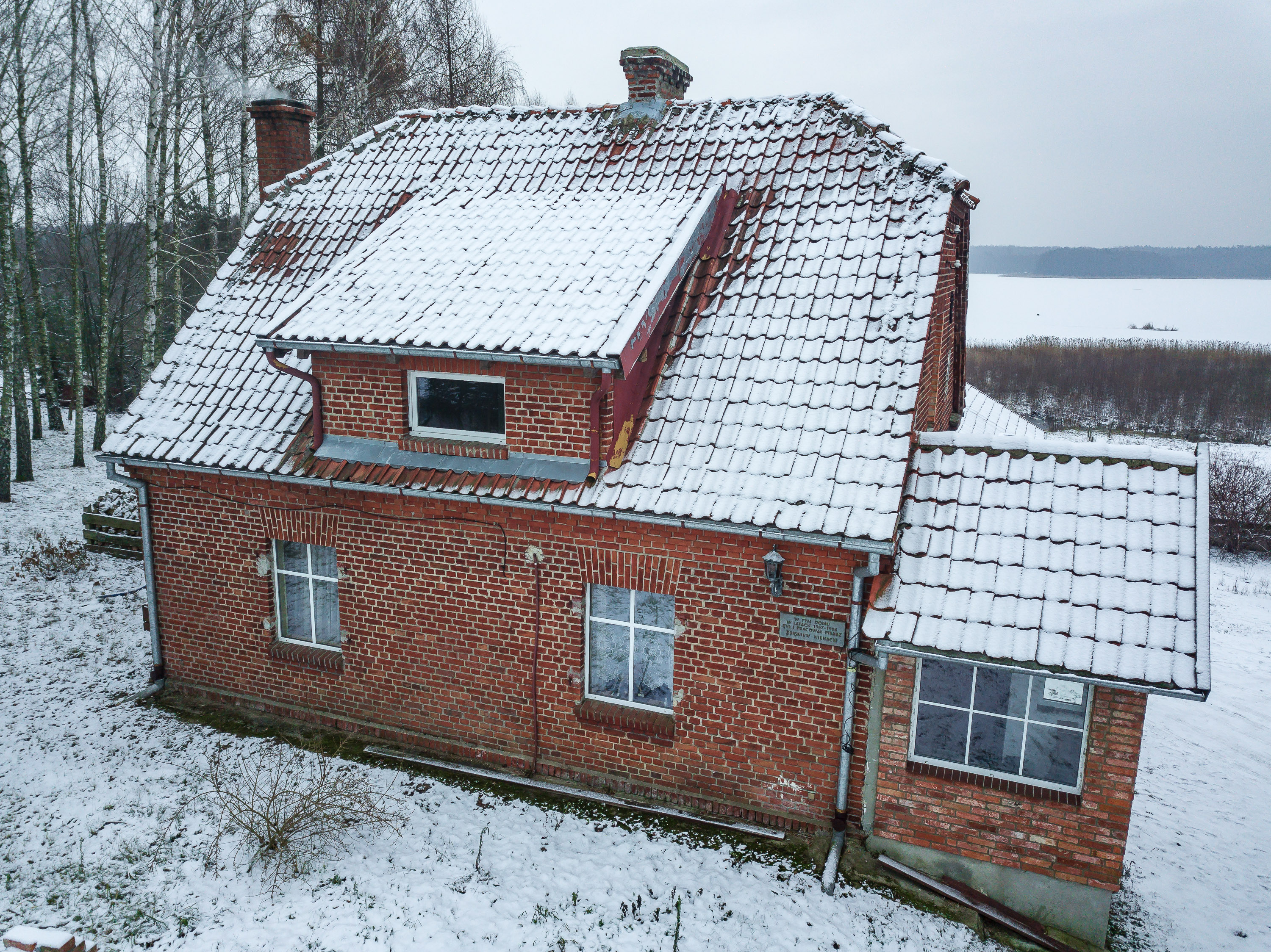
Dom Z. Nienackiego w Jerzwałdzie
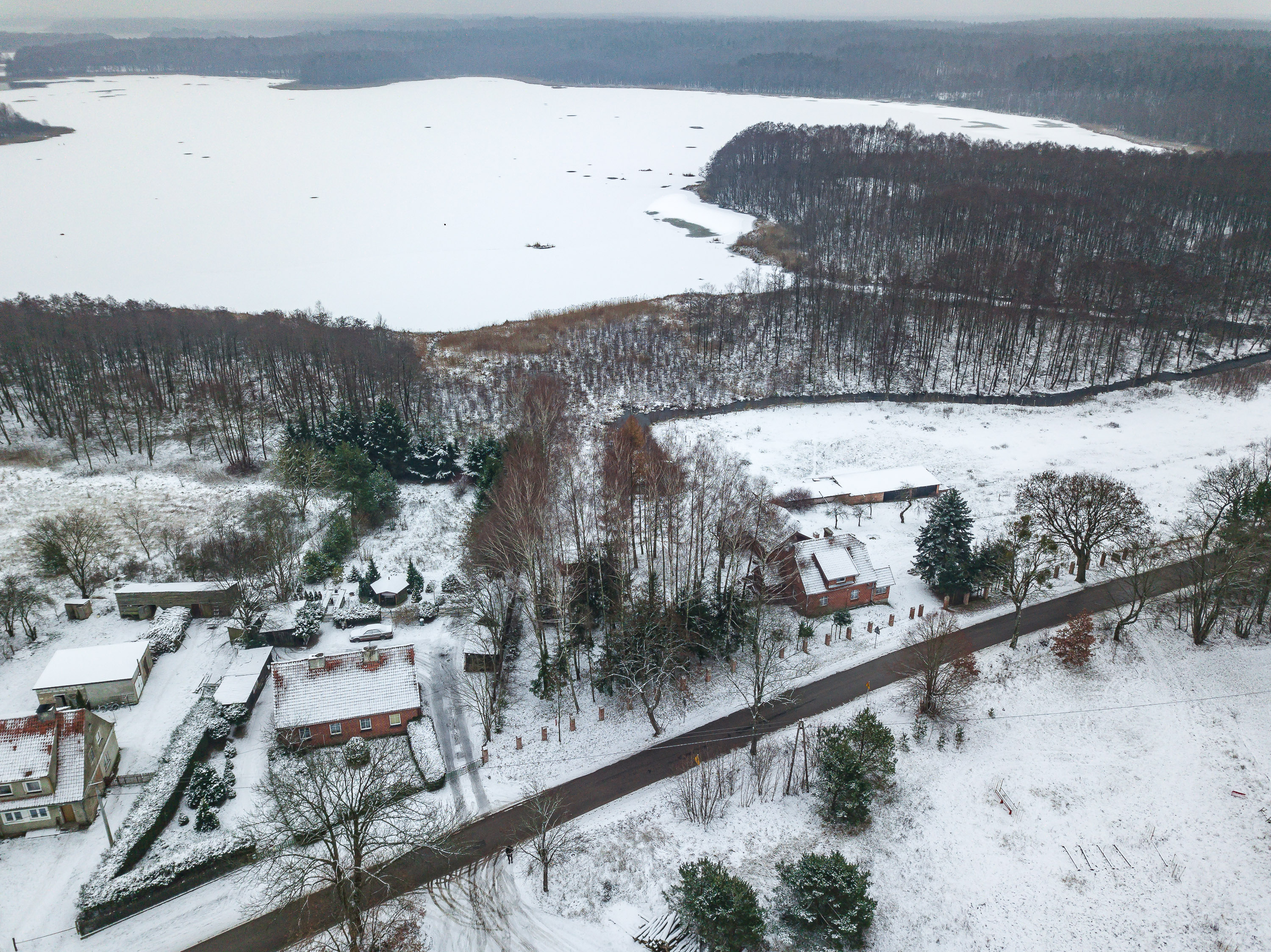
Dom Z. Nienackiego w Jerzwałdzie